# 中山町町営バス
中山町町営バス（なかやままちちょうえいバス）は、山形県東村山郡中山町にて、運行しているコミュニティバスである。

## 概要
- 料金は1回利用100円で、小学生は50円。障害者は半額扱いで、未就学児は無料。回数券（11枚綴りで10回分）がある。
- 日曜・祝日は運休。
- 運行形態は、道路運送法の規定に基づく自家用自動車（白ナンバー車）による有償運送である。
- 「中山ふれあい号」の愛称が付けられている。

## 沿革
- 2001年4月2日 - 中山町福祉バスとして運行開始。
- 2008年10月1日- 路線、時刻変更[1]
- 2009年1月 - 新車導入、及び中山町町営バスに名称変更[2]。

## 路線
以下2コースがある。
たかとりコース
- 保健福祉センター - 金沢 - 土橋 - 岡 - 小塩 - 下小路 - 長崎 - ひまわり温泉 ゆ・ら・ら

いちょうコース
- 保健福祉センター - 三軒屋 - 落合 - 文新田 - 達磨寺 - 向新田 - 長崎 - ひまわり温泉ゆ・ら・ら

実際の運行ダイヤは、両コースの起終点や路線区分は意識されない設定になっている。

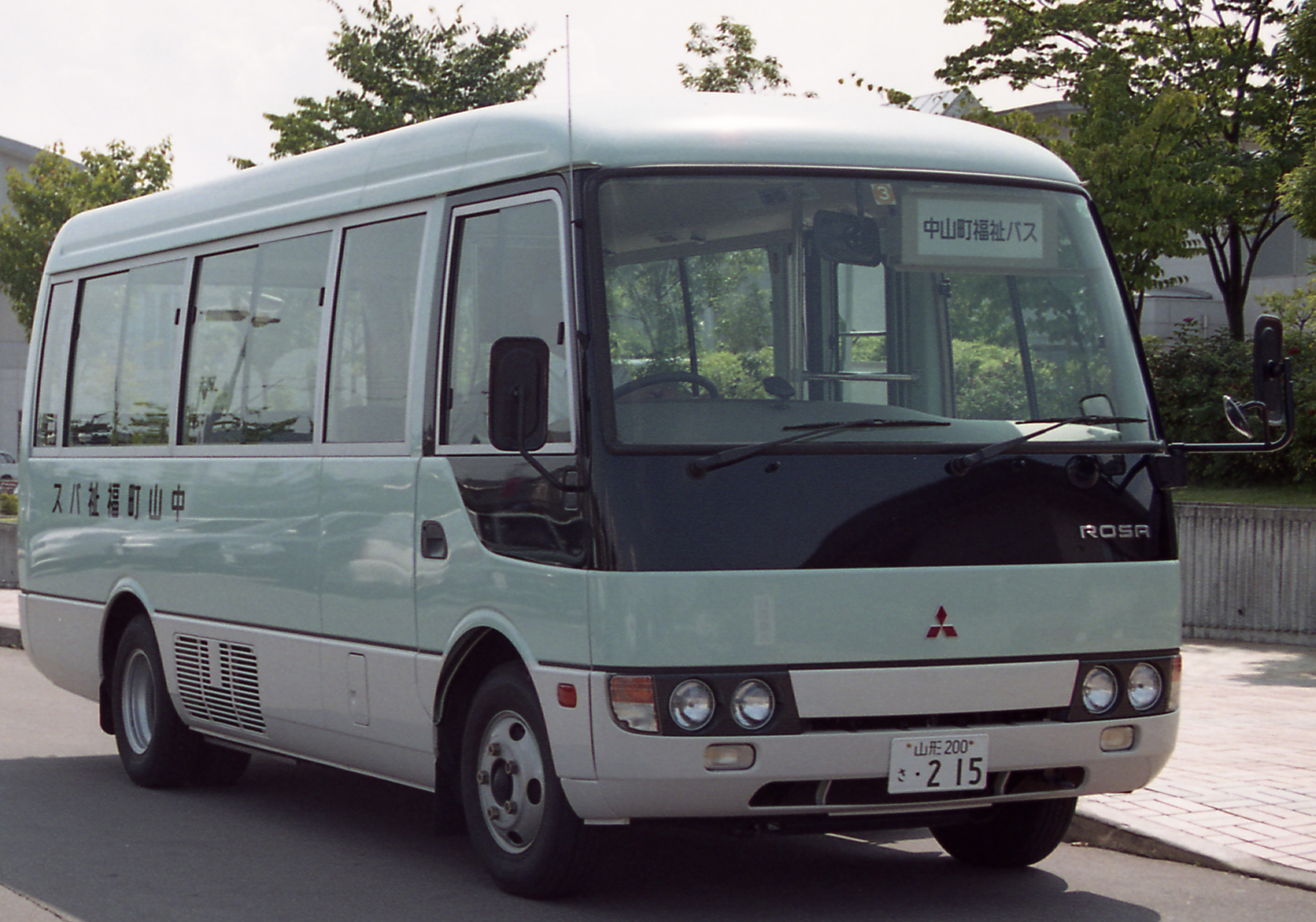
福祉バス当時の車両